# Ted Jolliffe
Pour les articles homonymes, voir Jolliffe.
Edward Bigelow "Ted" Jolliffe (2 mars 1909-18 mars 1998) est un homme politique provincial canadien de l'Ontario. Député de York-Sud dans la région de Toronto, il est le premier chef du Co-operative Commonwealth Federation ontarien  durant les années 1940 et 1950.

## Biographie
Né de parents missionnaires de l'Église méthodiste du Canada, il voit le jour d'un hôpital missionnaire près de Luchow en Chine. De retour en Ontario, il reçoit une éducation à la maison avant d'aller à la Rockwood Public School et la Guelph Collegiate Institute. Il entame ensuite, sans les compléter, des études à l'Université Victoria de l'Université de Toronto où il devient chef du conseil étudiant et membre du comité des débats. En 1930, il obtient la bourse Maurice Cody et devient également boursier Rhodes la même année. Il fréquente ensuite le collège Christ Church (Oxford) de l'Université d'Oxford pendant trois ans où il devient membre du Parti travailliste de l'université et fait la rencontre de David Lewis. Ensemble, ils combattent la propagande communiste et fasciste transmises par Lord Haw-Haw (William Joyce).
Son expérience d'Oxford lui permet de développer des idées socialiste et de joindre le Parti social démocratique du Canada (Co-operative Commonwealth Federation) durant ses vacances d'été. De retour à l'université, il fonde la branche CCF d'Oxford. Nommé au barreau de l'Angleterre, il est le premier canadien à remporter la bourse Arden.
De retour définitivement d'Oxford, il contribue à la formation de la branche ontarienne du CCF et est nommé au barreau de l'Ontario, ce qui lui permet de pratiquer le droit à Toronto.

## Politique
Candidat défait du CCF dans la circonscription de torontoise de St. Paul's lors des élections fédérales de 1935, il tente à nouveau sa chance sans succès dans York-Est en 1940.

## Chef de parti
En 1942, il devient chef de la branche ontarienne du CCF. Lors de l'élection ontarienne de 1943, il conduit son parti à atteindre le rang d'opposition officielle face au gouvernement progressiste-conservateur minoritaire de George Drew. Jolliffe est fait lui aussi son entrée à l'Assemblée législative à titre de député de York-Sud.
Durant la campagne de 1945, le CCF doit faire face à de nombreuses attaques anti-sémitiques, anti-rouges et anti-syndicalistes. Ces attaques culminent lors d'un discours rédigé avec l'assistance de Lister Sinclair et dans lequel Jolliffe formule des accusations contre la Police provinciale de l'Ontario, considérée comme une police politique similaire à la Gestapo pour Drew. Ce discours a l'effet d'une bombe et ses accusations sonnt démenties par Drew et son procureur-général, Leslie Blackwell, en plus de dominer le reste de la campagne électorale. Défait dans sa circonscription, le CCF est relégué au titre de deuxième opposition.

## Commission royale LeBel
Après les élections, Drew nomme le juge A. M. LeBel commissaire royale pour éclaircir les accusations véhiculées durant la campagne de 1945. Jolliffe est assisté par Andrew Brewin, avocat et partisan du CCF. Malgré cette représentation, Drew et Blackwell sont blanchis des accusations.
Lors de la rédaction de ses mémoires durant les années 1970, David Lewis découvre plusieurs informations non dévoilées par Drew et Gladstone Murray durant la commission LeBel.

## Élections de 1948
Réélu lors d'une course à la chefferie en 1946, il redevient député de York-Sud en 1948 et Chef de l'opposition officielle.
Son parti et lui ne réussissent pas à contenir les accusations de socialistes issues de la peur causée par la Guerre froide et le maccarthysme. Certains députés dont Robert Carlin sont également suspectés d'être sous influence communiste. Défait dans sa circonscription et le CCF réduit à deux sièges, Jolliffe démissionne de son poste de chef en août 1953.

## Après la politique
De retour à la pratique du droit, il fonde avec d'anciens collègues politiques le cabinet Jolliffe, Lewis and Osler. La firme assure entre autres la défense du syndicat United Steelworkers contre la International Union of Mine, Mill and Smelter Workers (en) de Sudbury durant les années 1950 et 1960.
Premier chef d'opposition issu d'un parti social-démocrate, Jolliffe vit assez longtemps pour voir le premier gouvernement néo-démocrate de l'Ontario sous la gouverne de Bob Rae. Il meurt sur l'île Saltspring en Colombie-Britannique en mars 1998.